# Lac Portniaguino
Le lac Portniaguino (en russe : Портнягино озеро) est un lac du kraï de Krasnoïarsk, en Russie.
Le lac se trouve dans la péninsule de Taïmyr, au sud-est du lac Taïmyr. Les eaux du lac se déversent dans la mer des Laptev par la Goussikha (en russe : Гусиха). Cet émissaire rejoint le golfe de Khatanga, qui forme l'estuaire du fleuve Khatanga.

## Sources et bibliographie
- René Letolle et Laurent Touchart, Grands lacs d'Asie, éditions L'Harmattan, 1er janvier 1999, 232 p. (ISBN 9782296373822, lire en ligne), p. 24